# 阿哈觉罗氏
阿哈觉罗氏（穆麟德轉寫：Aha Gioro hala），是满洲著姓觉罗氏的分支之一。

## 历史沿革
阿哈在满语中意为奴仆，因此有学者认为阿哈觉罗氏的先世可能出自家奴阶层提拔而来的另户人，这类人因拥有相同的背景而形成该姓氏，所以各支之间少有血缘关系。而另一种说法为，该姓氏为努尔哈赤二祖刘阐后裔，因世居阿哈河落（今新宾满族自治县永陵镇阿哈伙洛村），故得其氏。
阿哈觉罗氏世居于长白山、瓦尔喀、佛阿拉、叶赫、辉发、倭济、绥芬、萨哈尔察、松花江、俄漠和多理、连刀湾、萨克苏和罗、浑托和、哈达、俄多里、香山、东安、沾，在清代基本全部隶属于包衣组织，少部分人如步军校佟舒由镶蓝旗包衣抬入该旗旗分佐领。民国以后，多使用赵、阿为汉姓。